# Pierre de Reboul de Lambert
Pierre-François-Xavier de Reboul de Lambert (Aix-en-Provence, 9 februari 1704 – Saint-Paul-Trois-Châteaux, 13 maart 1791) was graaf-bisschop van Saint-Paul-Trois-Châteaux in het koninkrijk Frankrijk. Hij was de laatste bisschop.

## Levensloop
Reboul de Lambert was afkomstig van een adellijke familie in Aix-en-Provence. Na zijn priesterwijding werd hij vicaris-generaal van het aartsbisdom Aix-en-Provence. In 1743 werd hij benoemd tot bisschop van Saint-Paul-Trois-Châteaux in het prinsdom Dauphiné; hij kreeg de bisschopswijding in 1744. De bisschopswijding ging gepaard met de schenking van de grafelijke titel van deze stad. Deze titel ging terug tot de Middeleeuwen wanneer de Dauphiné deel uitmaakte van het Heilige Roomse Rijk.
Zijn grafelijke titel was evenwel het onderwerp van een lang proces voor het parlement van Grenoble. Het parlement was de hoogste rechtbank van Dauphiné. Reboul de Lambert beschikte over een bisschoppelijk baljuw in Saint-Paul-Trois-Châteaux. Dit was tegen de zin van Joseph-Paul-François d’Audiffret, de koninklijke baljuw van de stad. De betwisting tussen de beide politiechefs leidde naar een debat over de grafelijke rechten van Reboul de Lambert versus de rechten van de koning van Frankrijk als prins van Dauphiné. Bisschop Reboul de Lambert won het proces.
Verder bestond de kerkelijke politiek van hem erin de jezuïeten in zijn bisdom te steunen.
Na de Franse Revolutie (1789) hield zijn bisdom op te bestaan, en dit ten gevolge van de Constitution civile du clergé (1790). De 86-jarige ex-bisschop mocht evenwel van het revolutionair bestuur blijven wonen in zijn paleis. Hij overleed er een jaar later, in 1791, en mocht in de kathedraal begraven worden.